# Escuela Técnica Superior de Ingeniería Aeronáutica y del Espacio (Universidad Politécnica de Madrid)
La Escuela Técnica Superior de Ingeniería Aeronáutica y del Espacio (ETSIAE) es un centro universitario de enseñanza superior de Madrid (España), perteneciente a la Universidad Politécnica de Madrid. La creación del centro se acordó el 3 de julio de 2008, aunque no se hizo oficial hasta el 31 de marzo del año siguiente.
La escuela se creó con el fin de ser el centro responsable del diseño, organización académica y la administración de los programas educativos que conduzcan a los títulos oficial de grado y posgrado adaptados al Espacio Europeo de Educación Superior en las áreas de aeronáutica y astronáutica. Hasta que tenga lugar la extinción de los planes de estudio actuales de ingeniero aeronáutico e ingeniero técnico aeronáutico (en sus cinco especialidades), este centro coexistirá y compartirá instalaciones con la Escuela Técnica Superior de Ingenieros Aeronáuticos y con la Escuela Universitaria de Ingeniería Técnica Aeronáutica (que son las que imparten las actuales titulaciones). Los centros actuales seguirán organizando e impartiendo las titulaciones previas al EEES, pero será la ETSIAE la única responsable de las nuevas titulaciones.

## Historia

### Primeros años
El 18 de julio de 2013 se aprobó a través del Boletín Oficial de la Comunidad de Madrid el cambio de denominación del centro, pasando de denominarse Escuela de Ingeniería Aeronáutica y del Espacio (EIAE) a la actual Escuela Técnica Superior de Ingeniería Aeronáutica y del Espacio (ETSIAE). Durante sus primeros años de existencia, la escuela estuvo a cargo de una Comisión Gestora, formada por las direcciones de las dos antiguas escuelas, ejerciendo la labor de Directores D.Miguel Ángel Gómez-Tierno, catedrático de Mecánica de Vuelo y director de la Escuela Técnica Superior de Ingenieros Aeronáuticos, y D.Miguel Barcala Montejano, profesor de Aerodinámica y director de la Escuela Universitaria de Ingeniería Técnica Aeronáutica, estando seis meses cada uno en el cargo de forma rotativa. 
A finales del año 2014 se convocaron las primeras elecciones a Director de la ETSIAE, siendo el único candidato D.José Manuel Perales Perales, catedrático de Aerodinámica. No obstante, tras no conseguir el porcentaje mínimo de votos favorables, el proceso electoral concluyó dejando la dirección de la escuela desierta, por lo que el Rector de la Universidad Politécnica de Madrid tuvo que elegir Director para el plazo de un año. Para esta labor, fue finalmente elegido D.Manuel Rodríguez Fernández, catedrático de Mecánica de Fluidos y uno de los profesores con más experiencia docente, investigadora y profesional de la Universidad. 

### Periodo 2015-2019

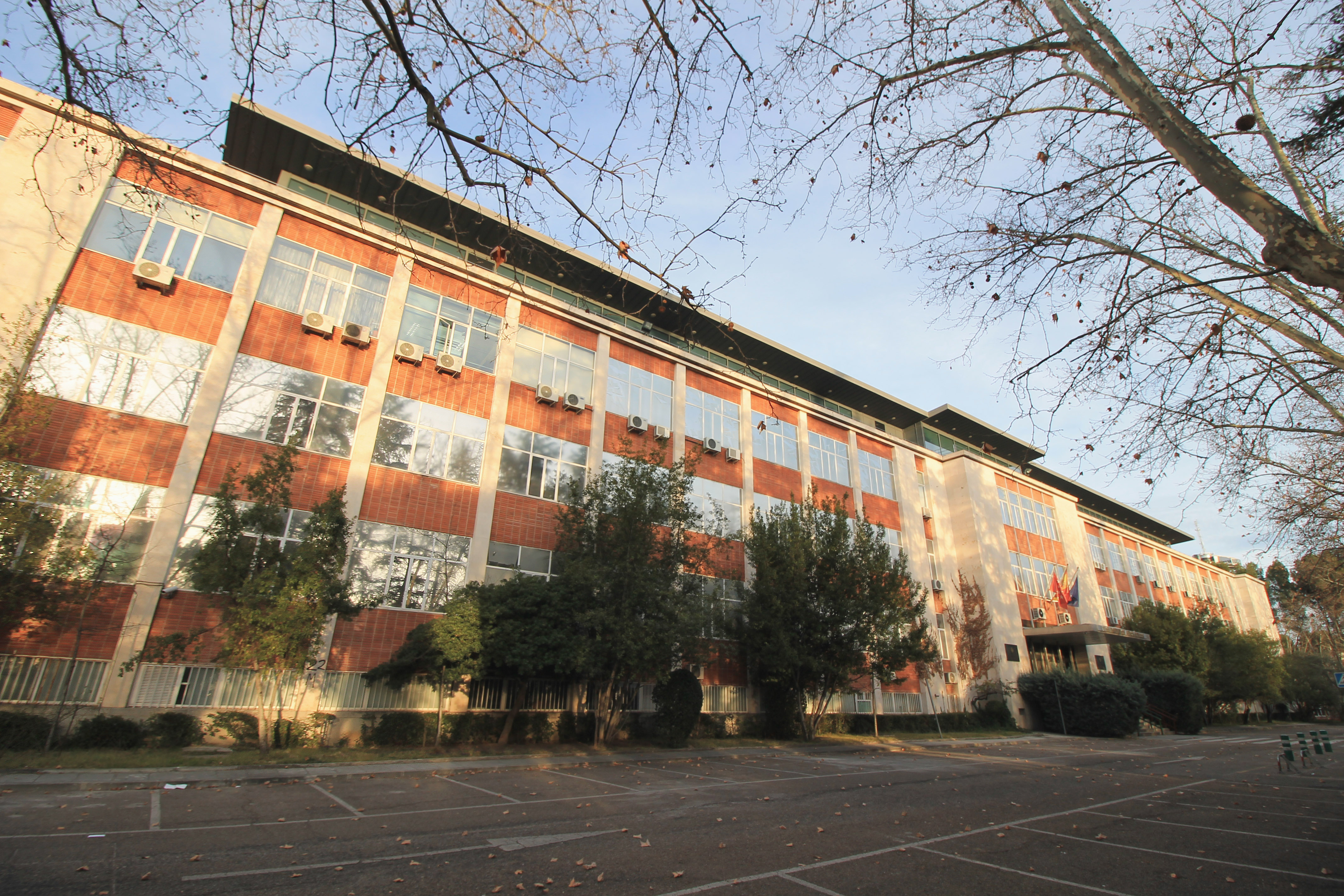
Fachada de la ETSIAE

En el año 2015, se convocaron de nuevo elecciones, presentándose como candidatos el director D.Manuel Rodríguez Fernández y el profesor de navegación D.Javier Crespo Moreno, resultando vencedor este último por un estrecho margen. El equipo de dirección del periodo 2015-2019 estuvo formado por los siguientes profesores:
- Director: Javier Crespo Moreno
- Jefe de Estudios: Fernando Gandía Aguera
- Secretaria: Marta Sánchez-Cabezudo
- Subdirector de Relaciones Exteriores y Calidad: Gustavo Alonso Rodrigo
- Subdirectora de Estudiantes: Consuelo Fernández Jiménez
- Subdirector de Infraestructuras: Félix Calvo Narváez
- Subdirector de Investigación: Eusebio Valero Sánchez

### Periodo 2020-2024
A finales del año 2019 se convocaron de nuevo elecciones a Director de la ETSIAE. Los candidatos fueron el director en ese momento D.Javier Crespo Moreno y la catedrática de Cálculo de Aviones Dña.Cristina Cuerno Rejado, quién fue la primera doctora Ingeniera Aeronáutica de la historia de España. Tras un ajustado recuento, resultó finalmente ganadora la profesora Cuerno, que se convirtió en la primera mujer directora de la Escuela en sus más de 90 años de historia (contando con sus anteriores formatos). El equipo de dirección actual estuvo formado por los siguientes profesores:
- Directora: Cristina Cuerno Rejado
- Jefe de Estudios: Emilio Navarro Arévalo
- Secretaria: Rosa María Arnaldo Valdés
- Subdirector de Relaciones Institucionales y Promoción: José Manuel Perales Perales
- Subdirectora de Estudiantes: María Higuera Torrón
- Subdirector de Acreditación y Calidad: Ignacio González Requena
- Subdirectora de Investigación: Isabel Pérez Grande

## Instalaciones

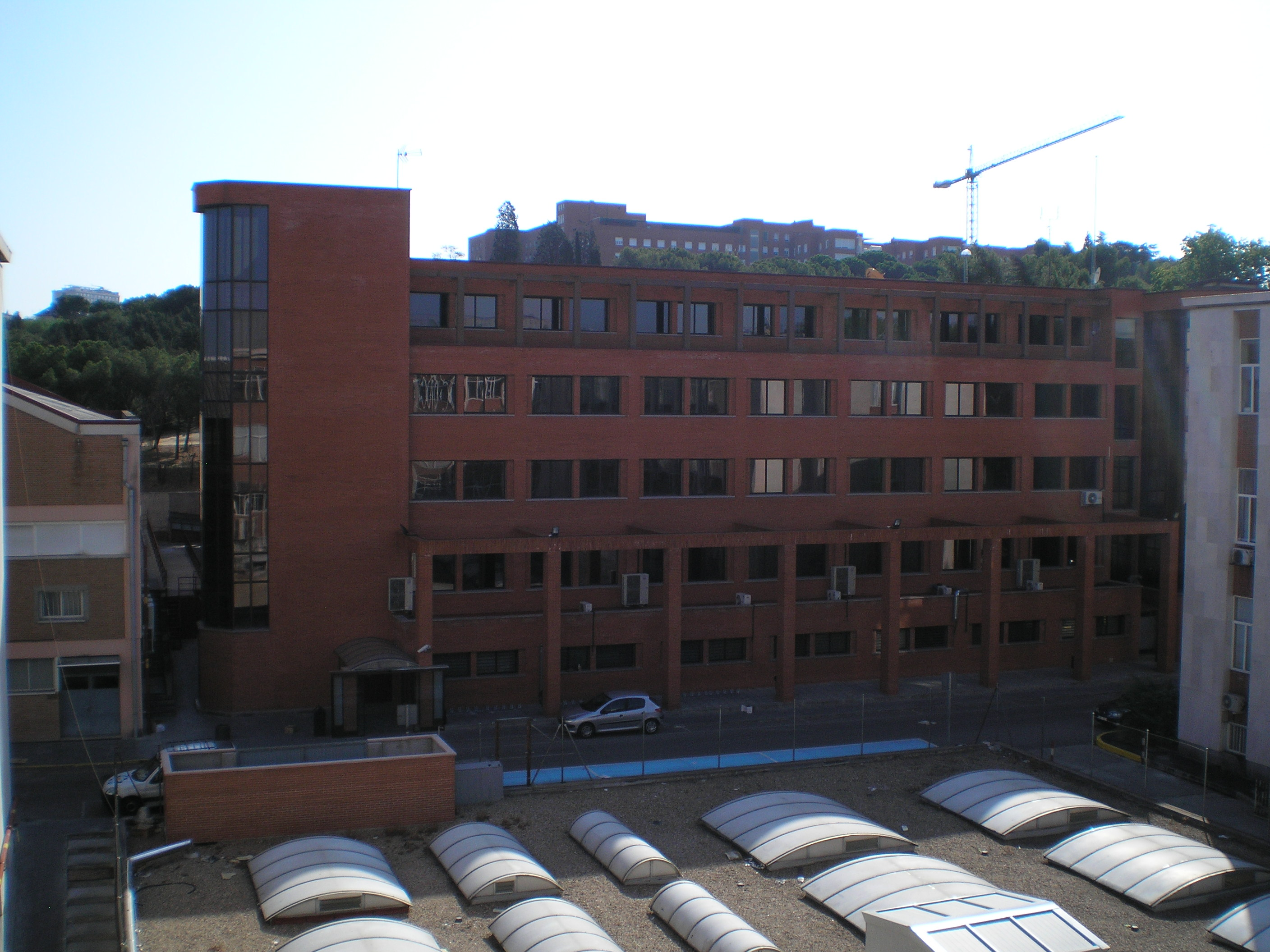
Edificio B, antes correspondiente a la EUIT Aeronáutica

La Escuela cuenta con la combinación de las instalaciones de la ETSIA con la EUITA, conformadas por dos edificios principales con aularios, despachos y laboratorios (Edificios A y B), un edificio secundario con despachos y laboratorios (edificio C), un edificio con aulario y centro de cálculo (edificio E) y dos edificios auxiliares con servicios como biblioteca, hemeroteca, cafetería, asociaciones de alumnos.

## Docencia
Una vez que la Consejería de Educación de la Comunidad de Madrid aprobó los planes de estudio, la escuela comenzó a impartir dos titulaciones adaptadas al Espacio Europeo de Educación Superior en el curso 2010-11. A partir de entonces comenzó la extinción de los planes antiguos de las escuelas anteriores (uno de ingeniería superior y cinco de ingenierías técnicas).
Los títulos adaptados al EEES que se imparten actualmente son:
- Grado en Ingeniería Aeroespacial: El grado principal de la Escuela, el cual comenzó con su misma creación en el año 2010. Habilita para la profesión de Ingeniero Técnico Aeronáutico
- Grado en Gestión y Operaciones del Transporte Aéreo: Tras estar unos años como título propio, fue aprobado como título oficial de la Escuela en el año 2017.
- Máster Universitario en Ingeniería Aeronáutica: Máster habilitante para la profesión de Ingeniero Aeronáutico.
- Máster Universitario en Sistemas del Transporte Aéreo: Máster especializado en aeropuertos, transporte aéreo y navegación.
- Máster Universitario en Sistemas Espaciales: Máster especializado en espacio.
- Máster Universitario en Matemática Industrial: Máster interuniversidades, especializado en herramientas de matemáticas aplicadas a la industria.

Asimismo, en la Escuela se imparten distintos títulos propios y cursos varios.

## Departamentos
La ETSIAE cuenta con 6 departamentos y 2 secciones departamentales, que son resultado de la fusión de los departamentos equivalentes de las antiguas ETSIA y EUITA. Durante el año 2014 se fusionaron estos departamentos, resultando los siguientes:
- Departamento de Aeronaves y Vehículos Espaciales (Directora: María Jesús Casati)
- Departamento de Física Aplicada a las Ingenierías Aeronáutica y Naval (compartido con la Escuela Técnica Superior de Ingeniería Naval)(Director: Javier Honrubia)
- Departamento de Matemática Aplicada a la Ingeniería Aeroespacial (Directora: Mariola Gómez)
- Departamento de Materiales y Producción Aeroespacial (Director: Pablo Rodríguez)
- Departamento de Mecánica de Fluidos y Propulsión Aeroespacial (Director: Emilio Navarro)
- Departamento de Sistemas Aeroespaciales, Transporte Aéreo y Aeropuertos (Director: José Félix Alonso)

### Secciones departamentales
- Sección departamental de Ingeniería de Organización, Administración de Empresas y Estadística
- Sección departamental de Lingüística Aplicada a la Ciencia y la Tecnología